# فایلینگدلز
فایلینگدلز (به انگلیسی: Fylingdales) یک منطقهٔ مسکونی در بریتانیا است که در Borough of Scarborough واقع شده‌است. فایلینگدلز ۱٬۳۴۶ نفر جمعیت دارد.